# Tintagel
Tintagel (korniul Dintagell) egy falu Angliában, Cornwallban, az Atlanti-óceán partján. A falu és a hozzá közel található tintageli vár Artúr király és a kerekasztal lovagjainak a története miatt vált híressé. A falu nagyon vonzza magához a turistákat és a túrázókat is.
A mai Tintagel régen Trevena (korniul Tre war Venydh) néven volt ismeretes. Eredetileg Geoffrey of Monmouth (Galfridus Monemutensis) történeteiben szerepel a kapcsolat Artúr király és a falu között. Az Artúr-mitológia színhelyeként következő alkalommal Alfred Tennyson Idylls of the King című versében szerepel. A falu a váron kívül a tintageli régi posta miatt is híres, amit a 14. században építettek. A 19. századtól működött postaként, ma pedig a természeti és történelmi értékeket kezelő nemzeti hivatal tulajdonában van.
Az 1930-as években nagyobb ásatások kezdődtek a területen, amit C. A. Ralegh Radford vezetett. Ezek helyszíne a 12. századi kastély és környéke volt. Az ásatások eredményeként előkerült egy magas rangú kelta monostor, egy fejedelmi erődítmény vagy kereskedelmi település, ami az 5. vagy a 6. századból származik, rögtön a rómaiak kivonulását követő időből. Az itt talált Földközi-tengerről származó olaj és a borosüvegek arra engednek következtetni, hogy a birodalom bukását követően ez a terület nem csak egy fennmaradt jelkép volt, hanem kereskedelmi kapcsolatok fűzték össze más területekkel. Értékes dolgok a mediterrán területekkel egyidőben jelentek meg itt is. 1998-ban egy ásatások előkerült egy korabeli település, amit „Artúr kövének” hívnak, és újabb adalékul szolgált Tintagel Artúr-kori legendájához.
Fontos terület a falut körülölelő tengerpart, mert itt sok devoni pala van. Tintageltől egy mérföldre északra, Treknow irányába jelentősen bányászták ezért a nehezen hozzáférhető tetőfedő anyagért. A víz türkizkék színét a Tintagel körüli palának, sónak köszönheti, mely sok ónt tartalmaz. Erős napsütésben lehet látni meleg víznél ezt a jelenséget. Bár Tintagelnek nincs strandja, félórányi gyaloglásra fekszik innét a Trebarwith part, mely talán Cornwall legjobb strandja, tiszta, átlátszó vízzel és élvezetes hullámokkal.
Tintagel temploma Pál apostolnak lett felszentelve, melynek falai között 30 000 darabból kirakott mozaik található. 2008 januárjától, a templom felszentelésének 40. évfordulójától kezdve látható a helyi festő, Nicholas St John Rosse műve, Leonardo da Vinci Utolsó vacsorájának másolata. Országszerte főhírként terjedt, hogy az apostolok alakját helyben lakókról mintázta, és a szereplők mai ruhában vannak megörökítve.  Szintén világszerte jönnek ide, hogy megnézzék gyermekük nevét, akikkel elvetéltek vagy akik halva születtek. Az ő neveiket az Elvetéltek és halva születettek könyvében jegyzik fel, amit a falu templomában őriznek.

## Képek

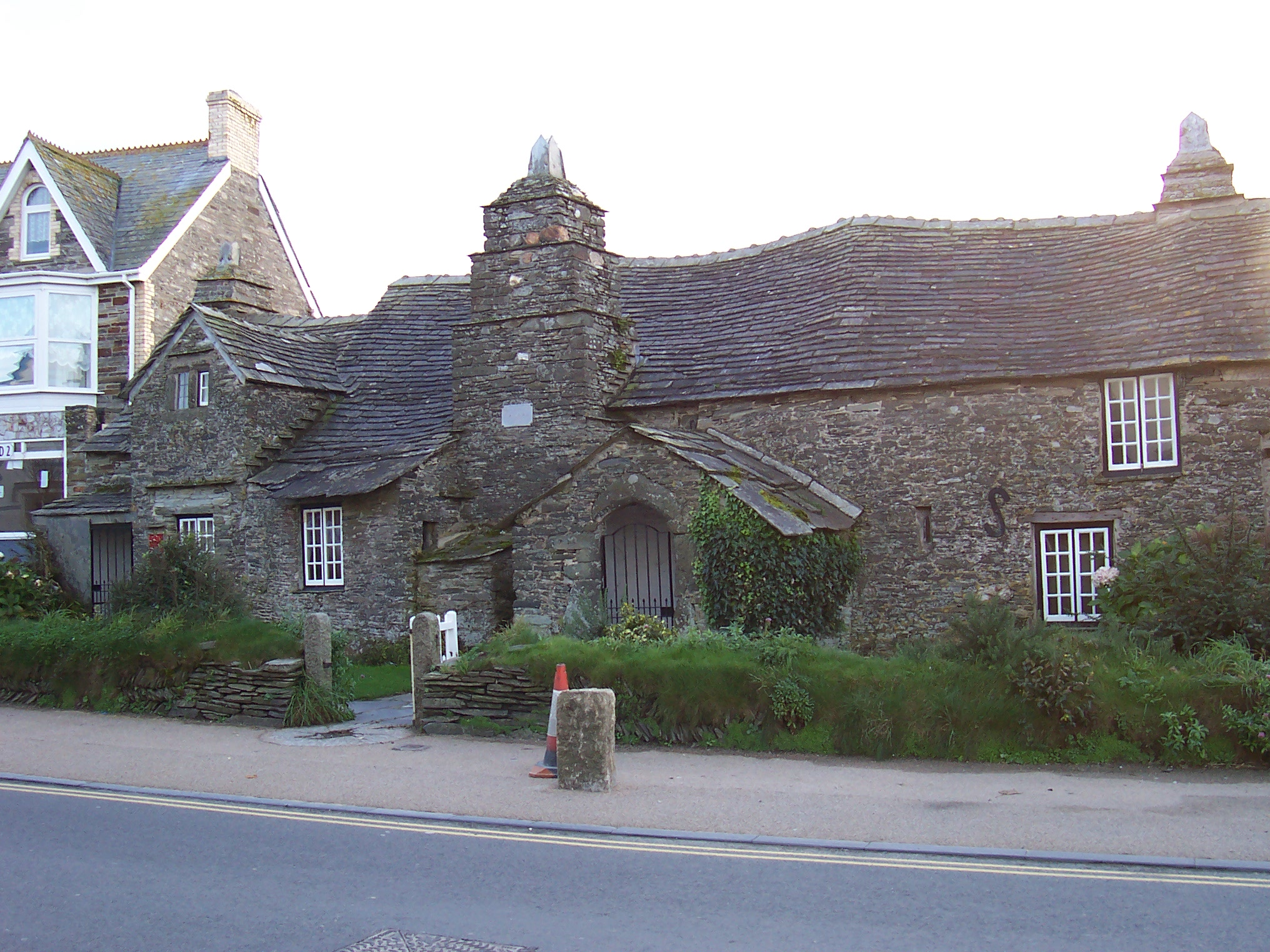
A régi posta
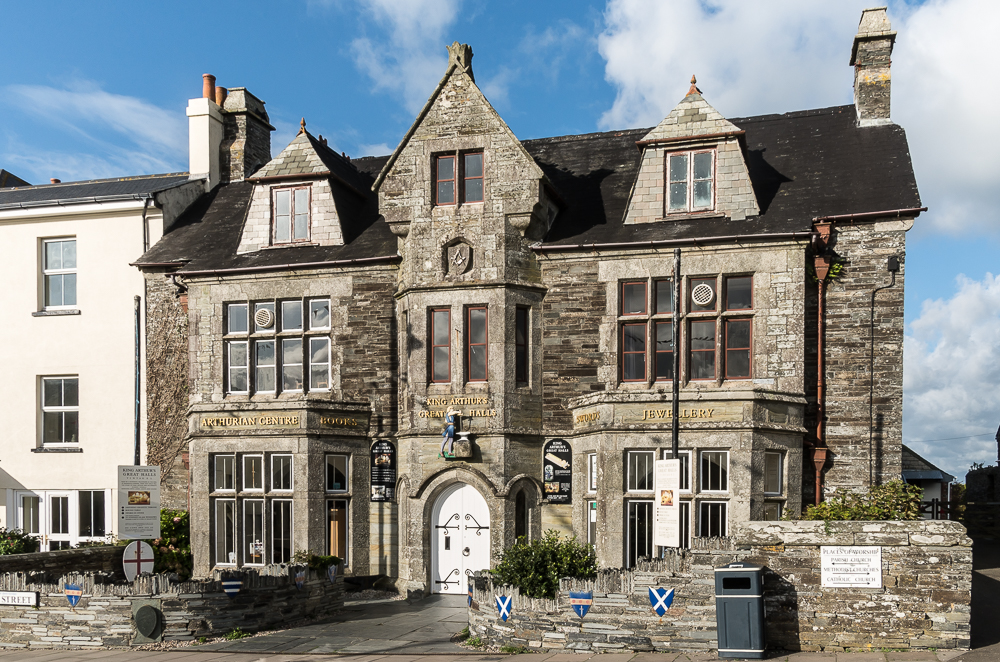
Artúr király nagyterme
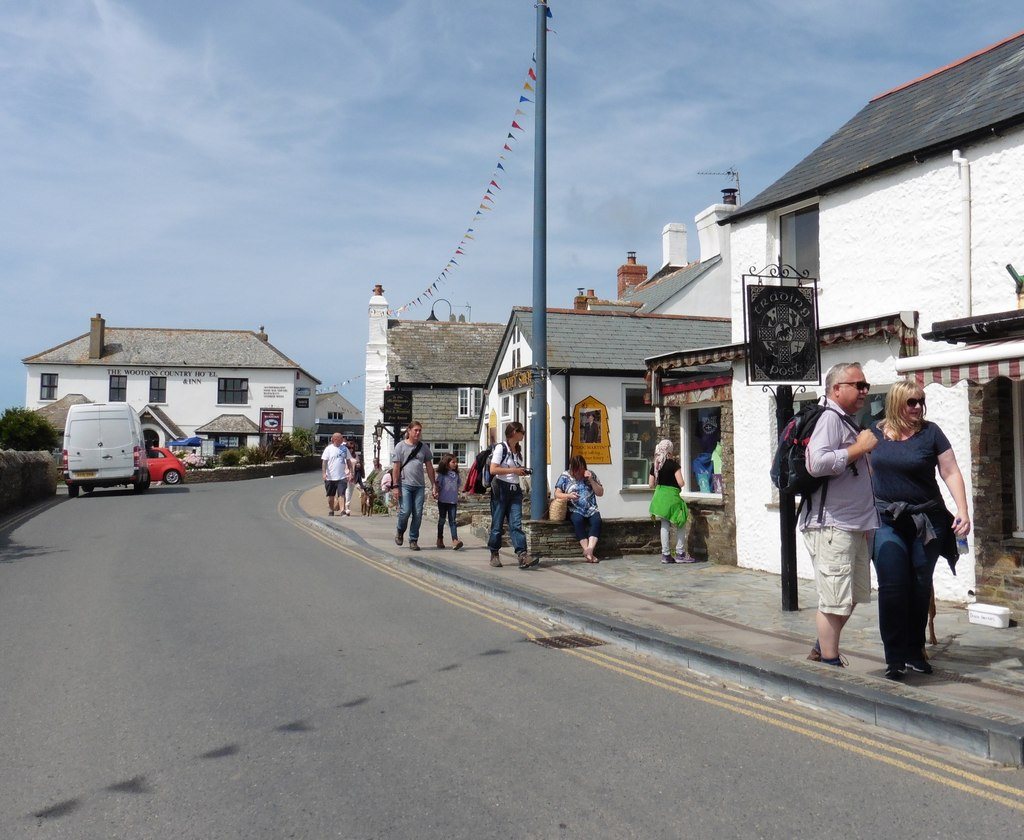
Fore utca
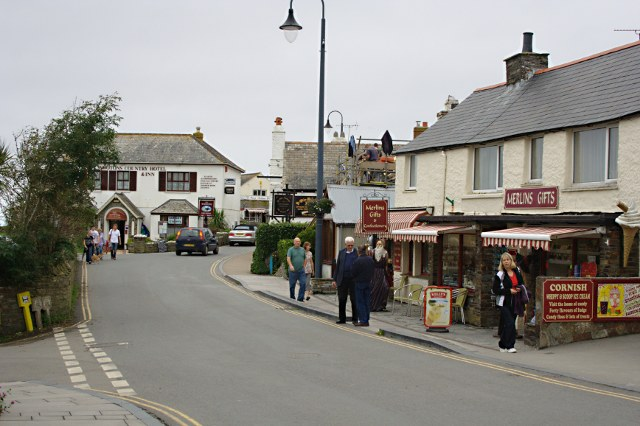
Fore utca

## Külső hivatkozások
- Tintagelről Archiválva 2015. november 5-i dátummal a Wayback Machine-ben
- A camlanni csata – évente megrendezett jótékonysági esemény Tintagelben
- TintagelWeb.co.uk- Helyi hírek
- Régészet
- Geoffrey of Monmouth Archiválva 2011. március 13-i dátummal a Wayback Machine-ben
- Fényképek Tintagelről a WestCountryViews.co.uk oldalon
- Fényképek Tintagelről a Marhamchurch.eu-n
- A Szent Pál templom honlapja.
- Cornwall Record Office Online Catalogue for Tintagel